# Barbara Obermüller

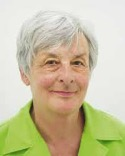
Barbara Obermüller

Barbara Obermüller (* 1937 in Tübingen als Barbara Weber) ist eine deutsche Autorin, Feministin und Politikerin. Sie ist Mitbegründerin der Frauenzeitschrift MATHILDE (1992) und setzte sich von 2001 bis 2006 als kommunale Abgeordnete der Feministische Partei Die Frauen für Geschlechtergerechtigkeit ein.

## Leben und Wirken
Barbara Obermüller schloss die Schule 1953 mit der Mittleren Reife ab. Sie besuchte danach eine einjährige Haushaltsschule mit Internat in Heidelberg. Darauf folgte ein einjähriger Aufenthalt als Au-Pair in Coventry / England. Im Anschluss daran absolvierte sie an der Vorbeck-Schule in Gengenbach/Schwarzwald die Ausbildung zur staatlich geprüften Fremdsprachenkorrespondentin in Englisch und Französisch (1958).
Sie heiratete 1962, im gleichen Jahr kam Tochter Sabine zur Welt. Sie beendete ihre Berufstätigkeit und war von nun an Mutter und Hausfrau. 1965 wurde Tochter Marion geboren. Nach der Scheidung 1970 war Barbara alleinerziehende Mutter mit zwei kleinen Töchtern. In Heimarbeit war sie als Selbständige mit Übersetzungen tätig. Bei der Fa. Merck in Darmstadt konnte sie Aushilfs- und Vertretungstätigkeiten übernehmen, bevor sie in Teilzeit als Sekretärin am Lehrstuhl für Mathematik TH Darmstadt zu arbeiten begann. Im Dezember 1972 erfolgte die Eheschließung mit Dipl.-Ing. Volkfried Obermüller, Vater von zwei Töchtern. Barbara Obermüller hatte von nun an einen 6-Personen-Haushalt zu organisieren. 1977 kam Tochter Karola zur Welt.
10 Jahre später, von Oktober 1987 bis März 1988 nahm Barbara Obermüller an einem Wiedereingliederungs- und Orientierungskurs für erwerbslose Frauen bei der SeFo (Frauen Selbsthilfe und Fortbildung e.V.) in Darmstadt teil. Dies gab auch den Anstoß für ihren frauenpolitischen Blick, die Freude und das Interesse an der gemeinsamen Arbeit mit Frauen. Ab Ende 1991 bis zu ihrem 60. Lebensjahr (1998), dem damaligen Renteneintrittsalter, war sie an der TH Darmstadt als administrativ technische Mitarbeiterin (Sekretärin) in der Kernphysik tätig.
Auf Initiative von Anja Spangenberg war Barbara Obermüller Mitbegründerin des nichtkommerziellen Frauenmagazins Mathilde aus Darmstadt, bei dem sie, seit deren Erscheinen 1992, als Redakteurin mitarbeitet und weit über 300 Artikel und Beiträge recherchiert und publiziert hat.
Im April 2020 erhielt Obermüller die Ehrenurkunde für verdiente Bürgerinnen und Bürger der Stadt Darmstadt, verliehen vom Oberbürgermeister.
2024 hat Barbara Obermüller für ihr umfangreiches ehrenamtliches Engagement die Verdienstmedaille des Verdienstordens der Bundesrepublik Deutschland erhalten.

## Partei und Politik
Zum 8. März 1994 wurde bundesweit zum Frauenstreik aufgerufen, dies war für Barbara Obermüller der Anstoß für ihre politischen Aktivitäten. Ein Jahr später, am 8. März 1995 veröffentlichten namhafte bundesweite Zeitungen den Aufruf zur Gründung der Feministische Partei Die Frauen, der auch von Barbara Obermüller mit unterzeichnet worden war.
Erstmalig kandidierte Barbara Obermüller bei der Kommunalwahl im März 1997 auf Listenplatz 1 für die Feministische Partei DIE FRAUEN, in Darmstadt. Die Partei erhielt 1,9 % der abgegebenen gültigen Stimmen und scheiterte damit an der noch bestehenden 5 % Klausel.
Bei der Kommunalwahl 2001 trat die Partei mit Barbara Obermüller an der Spitze erneut an und konnte 1,3 % der Stimmen auf sich vereinen und damit einen Sitz im Stadtparlament gewinnen. Barbara Obermüller war damit die erste und bis dato einzige Frau, die für die Feministische Partei DIE FRAUEN in Deutschland in ein Parlament einzog. Sie war bis 2006 ehrenamtlich als Stadtverordnete im Darmstädter Kommunalparlament tätig.
Für öffentliche Diskussionen sorgte u. a. ihr Antrag für mehr geschlechtsneutral verteilte öffentliche Finanzen bei Musik und Kultur. Um der schwachen Beteiligung von Komponistinnen bei den „Tagen für neue Musik“, der ungenügenden Präsenz von Autorinnen bei Lesungen und der geringen Anzahl ihrer Bücher beim „Buch des Monats“ entgegenzuwirken. Bereits bei der Besetzung des Programmbeirats sollte auf Geschlechterparität geachtet werden. Der Antrag scheiterte jedoch nach langer, kontroverser Debatte. Angenommen wurde der Antrag für die Einführung einer nach Geschlechtern aufgeschlüsselten Statistik im Bereich Sportförderung/Gender Budgeting.
2018 erschien das Buch „Darmstädterinnen im Aufbruch“ der drei Autorinnen Ruth Häntschke, Kirsten Koch-Schäfer und Barbara Obermüller, das die Darmstädter Frauengeschichte ab 1970 dokumentiert und sie vor dem Vergessen bewahren soll.

## Die Ur-Frau
Wegweisend für die Entwicklung von Barbara Obermüller war die Marija-Gimbutas-Ausstellung „Sprache der Göttin“ im Frauenmuseum in Wiesbaden 1993. Der Einblick in eine ihr bis dahin völlig fremde, von Frauen getragene Hochkultur, die ihr weder im Geschichtsunterricht in der Schule noch später in Büchern, Funk oder Fernsehen je begegnet war, veränderte ihr Geschichtsbild grundlegend.
Daran knüpfte sie nach ihrer politischen Tätigkeit als Stadtverordnete an und erwarb durch die dreijährige Ausbildung (2006–2009) in der feministischen Akademie Alma Mater ein fundiertes Wissen über die Kulturleistung sowie über die ethischen und ökonomischen Grundlagen matriarchaler Gesellschaften aus Vergangenheit und Gegenwart.
Sie recherchierte intensiv über die weibliche Seite der Ur- und Frühgeschichte mit einem besonderen Blick auf Hessen und publizierte dies in ihrem Buch, das 2014 im Christel Göttert Verlag erschienen ist. Dieses bietet einen tiefen Einblick in die weibliche Seite der Kulturgeschichte. Die Publikation bekam herausragende Kritiken und Pressestimmen.

## Eigene Veröffentlichungen
- Arbeitskreis Frauenarbeit an der THD: Dokumentation zur Fotoausstellung. Frauenarbeit an der Technischen Hochschule Darmstadt. 7. bis 14. März 1997, 67 Seiten.
- Karin Diegelmann, Barbara Obermüller: Darmstadt deine adeligen Frauen. FiT-Verlag, Darmstadt 2001. ISBN 3-933611-00-8
- Karin Diegelmann, Barbara Obermüller: Orte der Ruhe und der Kraft. Bedeutende Frauen auf Darmstadts Friedhöfen. FiT-Verlag, Darmstadt 2003. ISBN 3-933611-01-6
- Barbara Obermüller: Die weibliche Seite der Ur- und Frühgeschichte. Christel Göttert Verlag, Rüsselsheim 2014. ISBN 978-3-939623-46-5
- Ruth Häntschke, Kirsten Koch-Schäfer, Barbara Obermüller (Hrsg.): Darmstädterinnen im Aufbruch, Justus von Liebig Verlag, 2018. ISBN 978-3-87390-410-1